# 乡居拟管螺
乡居拟管螺（学名：Hemiphaedusa rustica）是柄眼目煙管蝸牛科臺灣紡錘煙管蝸牛屬下的一个种。

## 分佈
主要分布于中国大陆，常栖息在阴暗潮湿和多腐殖质的环境。

## 外部連結
- 維基物種上的相關：乡居拟管螺